# Страйк маріупольських залізничників
Страйк маріупольських залізничників — страйк працівників депо та станції Маріуполь 23-25 липня 1918 року, який закінчився сутичками з військами та загибеллю кількох десятків людей.

## Передумови страйку
Напередодні повстання у Маріуполі склалась складна економічна ситуація. Великі підприємства зупинили виробництво, робітники були звільнені. Відчувалась нестача продовольства. Після того, як 12 липня з Маріуполя було вивезено 41 вагон хліба (згідно договору між УНР та Австро-Угорщиною), у місті стала відчутною хлібна криза. В пекарнях не вистачало борошна, відтак хліб зріс у ціні у 2-4 рази.

## Хід страйку
14 липня розпочався Всеукраїнський страйк залізничників, до якого приєдналися і працівники депо та станції Маріуполь.
У ніч з 23 на 24 липня страйкарі (понад 600 осіб) атакували німецьких військових — батарею на Успенській площі та захопили кулемет. На підтримку страйкарів у центр міста стали сходитись люди, зокрема працівники порту. Мітинг оточив штаб австро-угорських військ, що був розташований у Пушкінській школі на Слобідці. Через якийсь час мітингувальники увірвались в будівлю та захопили зброю. їм вдалося захопити польовий шпиталь, заволодіти продуктами харчування та грішми. Була обеззброєна і розігнана кінна сотня Державної варти. Підрозділи Державної варти виставили кордон між містом та заводами. Австрійський військовий комендант ввів у місті стан облоги.
Вранці 24 липня у Маріуполь прибули кавалерійські частини Баварської дивізії. Під час вуличних боїв з обох сторін були вбиті й поранені. Серед загиблих Бурлаков, Дегтяров, Семченко, Пирогів. Більшість повстанців відступила в порт, де вони захопили у полон австро-угорську охорону порту. Після артилерійського обстрілу страйкарі розсіялись по місту, частина була заарештована.
Усього було заарештовано 150 людей. Їх віддано до військово-польового суду, кожний десятий був розстріляний. Вирок приведено до виконання у присутності решти заарештованих за містом поблизу кладовища.
Точна кількість загиблих у ході сутичок не встановлена.

## Наслідки
На місто була накладена контрибуція у сумі 270 тисяч рублів. Міська дума ухвалила рішення про стягнення з кожного дорослого мешканця по 10 крб. Гроші надходили повільно і управа змушена була взяти кредит у банку, щоб заплатити контрибуцію. Австро-угорські війська вже залишили Маріуполь, а міська управа не погасила кредит.
Певною компенсацією стали залишені австрійцями при від'їзді понад тисячу пудів пшеничного борошна, 317 пудів житнього, 400 пудів висівок та інші харчові продукти.

## Трактування
У радянський час цей страйк трактувався як «збройне повстання робітників Маріупольського порту проти австро-німецьких окупантів».

## Пам'ять
Меморіальна дошка на будинку школи № 31 - Маріуполь, вул.Інтернаціональна, 19
Пам'ятник з написом «Здесь лежат расстрелянные интервентами работники порта – активные участники вооруженного восстания против немецко-австрийских оккупантов 23-24 июля 1918 года», відкритий 5 листопада 1960 р.